# موظف استقبال

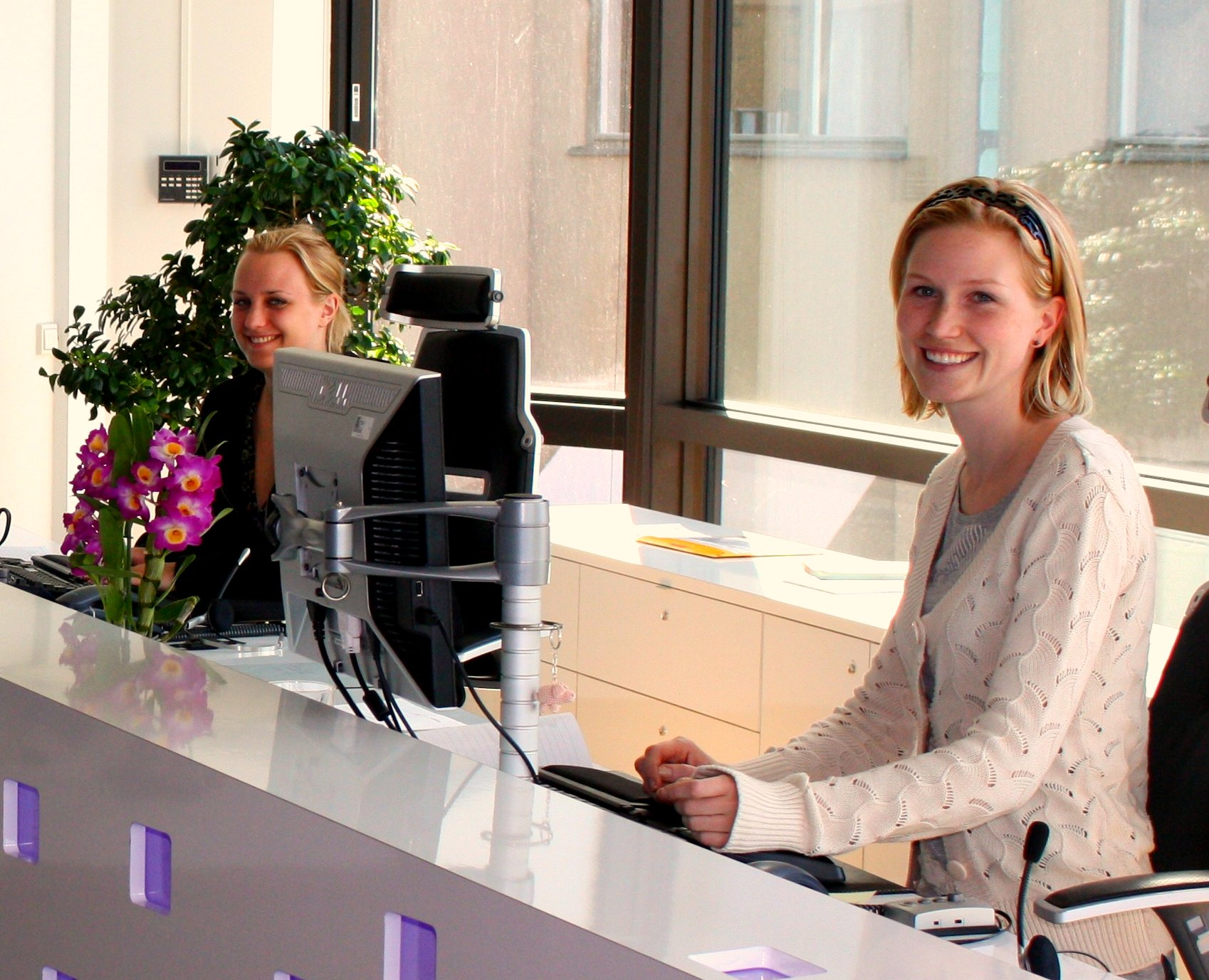
موظفات استقبال في ستوكهولم، السويد

المُرَحِّب أو موظف الاستقبال هو موظف عادة ما يتم تنفيذ عمله في منطقة الانتظار مثل الردهة أو مكتب الاستقبال في مؤسسة أو شركة. يعزى موظف استقبال العنوان إلى الشخص الذي يعمل لدى إحدى المنظمات لتلقي أو استقبال أي زائر أو مرضى أو عملاء والرد على المكالمات الهاتفية. يستخدم مصطلح مكتب الاستقبال في العديد من الفنادق بقسم إداري حيث يمكن أن تشمل واجبات المُرَحِّب أيضاً حجوزات الغرف والمهام وتسجيل النزيل وأعمال أمين الصندوق والشيكات الائتمانية والتحكم الرئيسي بالإضافة إلى خدمة البريد والرسائل. يغطي المُرَحِّبون العديد من مجالات العمل لمساعدة الشركات التي يعملون بها، بما في ذلك تعيين المواعيد، والإيداع، وحفظ السجلات، والمهام المكتبية الأخرى.

## المهام
قد تشمل واجبات العمل لأحد المُرَحِّبين الإجابة عن استفسارات الزائرين حول الشركة ومنتجاتها أو خدماتها، وتوجيه الزائرين إلى وجهاتهم، وفرز وتسليم البريد، والرد على المكالمات الواردة على الهواتف متعددة الخطوط، وتحديد المواعيد، والإيداع، وحفظ السجلات، وإدخال البيانات وتنفيذ مجموعة متنوعة من المهام المكتبية الأخرى، مثل إرسال الفاكسات أو البريد الإلكتروني. قد يقوم بعض المُرَحِّبين أيضًا بأداء مهام مسك الدفاتر أو المهام الإدارية. بعض المكاتب وليس كلها، وإبقاء منطقة الانتظار مرتبة. يقوم المُرَحِّب أيضا ببعض وظائف التحكم في الوصول لأمن الحراسة للمؤسسة من خلال التحقق من هوية الموظف، وإصدار تصاريح الزوار، ومراقبة أي أشخاص أو أنشطة غير عادية أو مشبوهة والإبلاغ عنها.
غالبًا ما يكون المُرَحِّب هو أول اتصال تجاري يلتقي به الشخص في أي مؤسسة. من المتوقع من المُرَحِّب ان يحافظ على سلوك هادئ ومهذب ومهني في جميع الأوقات، بغض النظر عن سلوك الزائر. بعض الصفات الشخصية التي يتوقع أن يمتلكها المُرَحِّب من أجل القيام بالمهمة تشمل الاهتمام، والمظهر الجيد، والمبادرة، والولاء، والنضج، واحترام السرية وحسن التقدير، والموقف الإيجابي والاعتمادية. في بعض الأحيان، قد تكون المهمة مرهقة بسبب التفاعل مع العديد من الأشخاص المختلفين الذين لديهم أنواع مختلفة من الشخصيات، ومن المتوقع أن يقوموا بمهام متعددة بسرعة.